# Mycologia

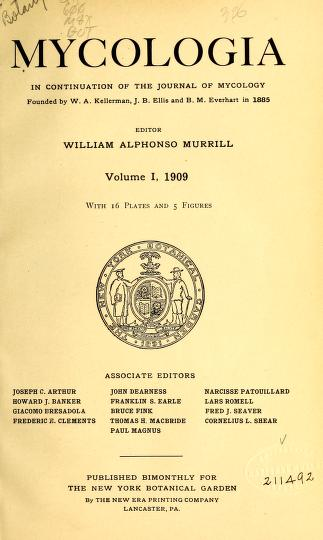
Strona tytułowa pierwszego numeru

Mycologia – recenzowane czasopismo naukowe, w którym publikowane są artykuły na wszystkie tematy w zakresie grzybów, w tym także porostów. Po raz pierwszy ukazało się jako dwumiesięcznik w styczniu 1909 r., wydawany przez Ogród Botaniczny w Nowym Jorku (New York Botanical Garden). Założycielem czasopisma i pierwszym naczelnym redaktorem był William Alphonso Murrill. Czasopismo stało się oficjalnym czasopismem Mycological Society of America, które nadal go publikuje. Powstało z połączenia Journal of Mycology (14 tomów; 1885–1908) i Biuletynu Mycological (7 tomów; 1903–1908).
W czasopiśmie publikowane są artykuły o grzybach w zakresie morfologii, fizjologii, biochemii, ekologii, patologii, embriogenezy, systematyki, biologii komórki i biologii molekularnej, genetyki, ewolucji, zastosowań praktycznych i nowych technik laboratoryjnych. Publikacja w Mycologia przeznaczona jest zarówno dla członków, jak i osób niebędących członkami Mycological Society of America. W czasopiśmie publikowane są:
- artykuły opisujące oryginalne badania,
- notatki lub krótkie artykuły opisujące badania lub nowe techniki,
- artykuły zamówione,
- recenzje i indeksy[1].